# Gerald Mortag
Gerald Mortag (Gera, 8 de noviembre de 1958-30 de enero de 2023) fue un deportista de alemán que compitió para la RDA en ciclismo en la modalidad de pista, especialista en la prueba de persecución por equipos.
Participó en los Juegos Olímpicos de Moscú 1980, obteniendo la medalla de plata en la prueba de persecución por equipos (junto con Uwe Unterwalder, Matthias Wiegand y Volker Winkler).
Ganó tres medallas de oro en el Campeonato Mundial de Ciclismo en Pista entre los años 1977 y 1979.
Se retiró de la competición en 1985. En 1987 obtuvo el diploma de entrenador deportivo en la DHfK Leipzig. Dirigió el equipo ciclista Thüringer Energie Team hasta 2009. Posteriormente, trabajó como entrenador en la Federación Ciclista de Turingia.

## Medallero internacional
| Juegos Olímpicos   | Juegos Olímpicos          | Juegos Olímpicos | Juegos Olímpicos            |
| Año                | Lugar                     | Medalla          | Competición                 |
| ------------------ | ------------------------- | ---------------- | --------------------------- |
| 1980               | Moscú (URSS)              | Medalla de plata | Persecución por equipos     |
| Campeonato Mundial |                           |                  |                             |
| Año                | Lugar                     | Medalla          | Competición                 |
| 1977               | San Cristóbal (Venezuela) | Medalla de oro   | Persecución por equipos (A) |
| 1978               | Múnich (RFA)              | Medalla de oro   | Persecución por equipos (A) |
| 1979               | Ámsterdam (Países Bajos)  | Medalla de oro   | Persecución por equipos (A) |